# Love Beach
Love Beach ist das 1978 veröffentlichte siebte Studioalbum der britischen Progressive-Rock-Band Emerson, Lake and Palmer. Es war bis zum 1992 erschienenen Black Moon das letzte Album der Band mit Originalmaterial. Es wurde nur produziert, um vertragliche Verpflichtungen mit der Plattenfirma zu erfüllen. 
Das Album wurde von Kritikern und Fans überwiegend negativ aufgenommen und war auch kommerziell wenig erfolgreich. Mit Platz 55 in den Billboard 200-Charts errang es trotzdem eine Goldene Schallplatte.

## Entstehungsgeschichte

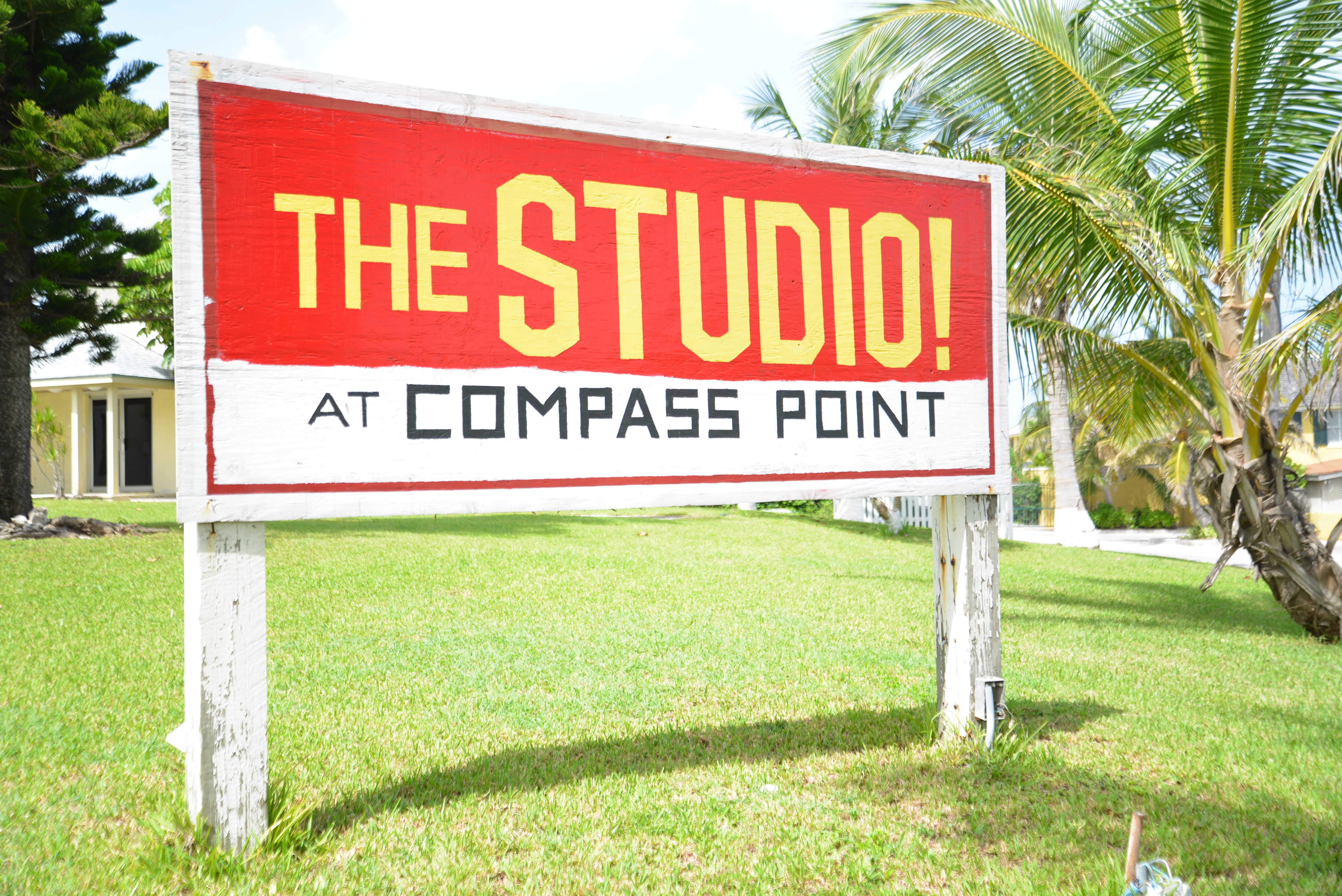
Firmenschild des Aufnahmestudios

Emerson, Lake und Palmer waren 1978 nach den vorangegangenen Erfolgen müde und wollten schöpferisch pausieren, doch ihre Plattenfirma Atlantic Records hatte andere Erwartungen. Zudem schränkte Keith Emersons Drogenkonsum in den späten 1970er Jahren ihn in seinen Fähigkeiten zu arbeiten oder mit anderen zusammenzuarbeiten ein. Atlantic Records verpflichtete die Band, ein weiteres Album zu produzieren, und die drei Mitglieder wurden dafür in die Compass Point Studios nach Nassau (Bahamas) geschickt. 
Der ebenfalls von der Plattenfirma verpflichtete Pete Sinfield sollte dort in einem engen Zeitrahmen die Texte dazu schreiben. Nach der Ankunft bemerkte er, dass die drei Bandmitglieder kaum noch miteinander sprachen. Er sonderte sich ab, um die Texte in der veranschlagten Zeit schreiben zu können, lediglich für Memoirs of an Officer and a Gentleman benötigte er etwas länger. Nachdem Sinfield seine Texte abgeliefert hatte, reiste er wieder ab. Greg Lake und Carl Palmer taten dasselbe, nachdem sie ihre Beiträge geleistet hatten.
Die originalen Pressungen von Love Beach trugen keinen Produzentenkredit. Produktion und Abmischung des Albums wurde größtenteils von Emerson übernommen. Ihm zufolge wollten alle außer ihm selbst so schnell wie möglich wieder „aus der Hölle von Nassau“ heraus, schlussendlich stellte er das Album alleine fertig und schickte es zu Atlantic Records.
Dieses Album markiert das Ende der erfolgreichen texterischen Zusammenarbeit von Lake und Sinfield, die 1969 mit dem Album In the Court of the Crimson King von King Crimson begonnen hatte. Der Titel des Albums wurde von dem in der Nähe des Tonstudios gelegenen gleichnamigen Strand übernommen, an dem auch das Titelfoto des Plattencovers aufgenommen wurde.

## Rezeption
Kritiker wie Fans nahmen das Album Love Beach mehrheitlich negativ auf, einige bewerten es als Tiefpunkt des Schaffens von ELP, während andere Black Moon oder In the Hot Seat dahingehend einordnen. Es belegte Platz 55 in den Billboard 200-Charts und erhielt eine Goldene Schallplatte.
Der Kritiker Michael Bloom schrieb zur Veröffentlichung des Albums im Rolling Stone: „Love Beach ist nicht nur schlecht, sondern geradezu erbärmlich. Abgestanden und voller Langeweile, macht dieses Album das Geschirrspülen im Vergleich dazu zu einem kreativeren Akt“.
Demgegenüber schrieb Michael M. Faber seinerzeit in der Audio: „Die Titel sind vielseitig, teils auch effektvoll inszeniert, die Arrangement-Ideen reichen vom rockigen Blues (The Gabler) bis zur witzigen Marsch-Persiflage (Honourable Company) auf dem Emerson-Synthesizer. Das alles ist nicht mehr überdreht, sondern gradlinig und durchdacht. Daß dabei dennoch keinerlei Zugeständnisse an den Kommerz gemacht wurden, spricht letztlich nur für die Sonderklasse der Band.“
Retrospektiv empfindet Rock Hard-Mitarbeiter Michael Rensen das Album als „Durchhänger“. Das Album wurde von der Band weder bespielt noch beworben, obwohl sie einmal mit Canario, einer Single-Auskopplung, in der TV-Show Old Grey Whistle Test auftraten.

## Titelliste

### Seite 1
1. All I Want Is You (Lake, Sinfield) – 2:36
2. Love Beach (Lake, Sinfield) – 2:46
3. Taste of My Love (Lake, Sinfield) – 3:49
4. The Gambler (Emerson, Lake, Sinfield) – 3:23
5. For You (Lake, Sinfield) – 4:28
6. Canario (Joaquín Rodrigo) – 4:00

### Seite 2
1. Memoirs of an Officer and a Gentleman: – 20:12

a. Prologue / The Education of a Gentleman (Emerson, Sinfield)
b. Love at First Sight (Emerson, Sinfield)
c. Letters from the Front (Emerson, Sinfield)
d. Honourable Company (A March) (Emerson)